# Malmeoideae
Sous-famille
Tribus de rang inférieur
- Dendrokingstonieae
- Fenerivieae
- Maasieae
- Malmeeae
- Miliuseae
- Monocarpieae
- Phoenicantheae
- Piptostigmateae

Malmeoideae est une sous-famille de plantes à fleurs de la famille des Annonaceae.
Le genre type est Malmea.

## Liste des tribus et des genres
Le site Angiosperm Phylogeny Website reconnait les Malmeoideae comme l'une des 4 sous-familles d'Annonaceae, contenant 9 tribus et les genres suivants:

### AnnickieaeCouvreur et al., 2019[2]
1 genre africain
- Annickia Setten & Maas

### PiptostigmateaeChatrou & Saunders 2012
6 genres africains
- Brieya De Wild.
- Greenwayodendron Verdc.
- Mwasumbia Couvreur & D.M. Johnson
- Piptostigma Oliv.
- Polyceratocarpus Engl. & Diels
- Sirdavidia Couvreur (monotypique)

### MalmeeaeChatrou & Saunders 2012[3]
13 genres tropicaux américains
- Bocageopsis R.E.Fr.
- Cremastosperma R.E.Fr.
- Ephedranthus S.Moore
- Klarobelia Chatrou
- Malmea R.E.Fr.
- Mosannona Chatrou
- Onychopetalum R.E.Fr.
- Oxandra A.Rich.
- Pseudephedranthus Aristeg.
- Pseudomalmea Chatrou
- Pseudoxandra R.E.Fr.
- Ruizodendron R.E.Fr.
- Unonopsis R.E.Fr.

### MaasieaeChatrou & Saunders 2012
1 genre trouvé en Indochine et Nouvelle-Guinée
- Maasia Mols et al.

### FenerivieaeChatrou & Saunders 2012
1 genre endémique à Madagascar
- Fenerivia Diels

### Phoenicantheae
1 genre endémique au Sri Lanka
- Phoenicanthus Alston

### DendrokingstonieaeChatrou & Saunders 2012
1 genre trouvé en Malaisie:
- Dendrokingstonia Rauschert

### MonocarpieaeChatrou & Saunders 2012
2 genres trouvés en malaisie et au Vietnam
- Monocarpia Miq.
- Leoheo Chaowasku[4]

### Miliuseae Hooker & Thomson 1855
24 genres principalement trouvés en Asie et Océanie
- Alphonsea Hook.f. & Thomson
- Desmopsis Saff.
- Huberantha Chaowasku
- Marsypopetalum Scheff.
- Meiogyne Miq.
- Miliusa Lesch. ex A.DC.
- Mitrephora (Blume) Hook.f. & Thomson
- Monoon Miq.
- Neo-uvaria Airy Shaw
- Orophea Blume
- Phaeanthus Hook.f. & Thomson
- Platymitra Boerl.
- Polyalthia Blume
- Polyalthiopsis Chaowasku
- Popowia Endl.
- Pseuduvaria Miq.
- Sageraea Dalzell
- Sapranthus Seem.
- Stelechocarpus Hook.f. & Thompson
- Stenanona Standl.
- Tridimeris Baill.
- Trivalvaria (Miq.) Miq.
- Wangia X. Guo & R.M.K. Saunders
- Wuodendron B.Xue, Y.H.Tan & Chaowasku

## Publication originale
- * (en) Chatrou LW, Pirie MD, Erkens RHJ, Couvreur TLP, Neubig KM, Abbott JR, Mols JB, Maas JW, Saunders RMK, Chase MW (2012). A new subfamilial and tribal classification of the pantropical flowering plant family Annonaceae informed by molecular phylogenetics. Botanical Journal of the Linnean Society 169(1): 5–40, DOI 10.1111/j.1095-8339.2012.01235.x.